# Ротлен, Шарль д'Орлеан
аббат Шарль д’Орлеан де Ротлен (1691—1744) — французский учёный-нумизмат и коллекционер.